# Matsiri
Matsiri est un village du Cameroun situé dans le département de la Bénoué et la région du Nord. Il fait partie de la commune de Bibémi. Matsiri est entouré par les villages de Gali (s.-o.), Mafale (n.-o.) et Hamalade (s.-e.). Le Plan Communal de Développement de Bibémi prévoyait à Matsiri la construction de puits, d’un magasin de stockage de produits secs, ainsi que l’acquisition d’un moulin à céréales.  

## Population
Selon le Plan Communal de Développement de Bibémi daté de Mai 2014, la localité comptait 411 habitants. Le nombre d’habitants était de 454 selon le recensement de 2005.